# 自旋迴訊
自旋回声，是磁共振現象中的一種訊號來源，相對於第一個射頻脈衝（RF pulse）激發後立刻出現的自由感應衰減（FID），自旋迴訊是透過第二個射頻脈衝之後，將失相的磁化向量重新聚焦（refocus）而長回來的訊號。「自旋迴訊」是項歷史名詞，若從意義上來看，稱之為射頻迴訊（RF echo）可能更為貼切，以其為射頻聚焦造成的迴訊，相對於利用梯度反轉達成聚焦的梯度迴訊（gradient echo）。

## 歷史
在核磁共振（時稱「核感應」，Nuclear induction）發現後不久，埃爾溫·翰（Erwin L. Hahn）於1950年的《物理評論》雜誌發表了一篇名為「自旋迴訊」的文章，首次介紹了這個現象。為了紀念他，他所提出的「單一自旋迴訊磁振脈衝序列」方法以及相應產生的訊號，也稱作「翰迴訊」（Hahn echo）。

## 機制
在射頻激發之後，熱平衡態的磁化向量（磁向量）M0部分或全部被翻轉到垂直主磁場的橫平面上，產生了自由感應衰減（FID）這種訊號。由於局部磁場不均勻、化學位移等等因素，使得自旋不完全是處在預想的共振頻率上（由主磁場強度與核種決定），事實上有不同的共振頻率與旋進速率。隨著時間，這樣的離共振現象使得橫磁向量不再處在同一方向上，使得橫磁向量的向量和變小，即造成訊號強度變小。這是自由感應衰減（FID）的機制。
自旋迴訊的產生，是額外加上一個聚焦用的射頻脈衝，傳統是用翻轉角180度的脈衝。其作用在於將不同旋進速率的自旋一下子反轉，變成跑得快的在後，跑得慢的在前。隨著時間，跑得快的漸漸追上跑得慢的，則橫磁向量漸漸排在一起；當排在同一方向上時，可以發現此時自旋訊號強度達到最高峰。
整段過程訊號慢慢回覆，到達最高峰，再慢慢消逝；相對於自由感應衰減是一激發就出現的自旋反應訊號，其與激發當下隔了一段時間，像個迴音（echo）一樣，而其又來自於射頻聚焦，故應稱為「射頻迴訊」，但因歷史因素，多稱為「自旋迴訊」。

## 訊號強度

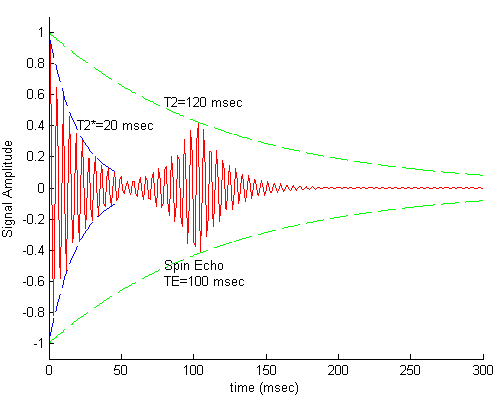
自旋迴訊的模擬範例。圖左側為自由感應衰減，向右經過一些時間後出現自旋迴訊，並在迴訊時間（TE）達到最高峰。
設定參數：橫向弛緩時間（T_{2}）為120毫秒，迴訊時間（TE）為100毫秒。自由感應衰減最初強度設定為1。

自旋迴訊最高峰的訊號強度（SISE,max）受到橫向弛緩的影響，與FID最初時間點的訊號強度（SIFID）相比，呈現了與迴訊時間（echo time, TE）以及橫向弛緩時間（T2）相關的指數衰減：
{\displaystyle SI_{SE,max}=SI_{FID}\cdot e^{-TE/T_{2}}}
以右圖的例子為例：TE為100毫秒，T2為120毫秒，則自旋迴訊（最高峰）的強度衰減至原來FID的{\displaystyle exp(-100/120)\approx 0.435}。

## 其他意涵
自旋迴訊也是一大類磁振脈衝序列的總稱，包括有先前提過的「翰迴訊」以及它的造影版本、「CP自旋迴訊磁振脈衝序列」、「CPMG自旋迴訊磁振脈衝序列」，更廣義的還包括了磁振造影中的「快速自旋迴訊磁振脈衝序列」。其中，C是Carr字首、P是Purcell字首、M是Meiboom字首、G是Gill字首，是核磁共振歷史中研究自旋迴訊的幾位貢獻者姓氏。
另外，在磁振造影方面，單講「自旋迴訊磁振脈衝序列」通常是指「哈恩迴訊」的造影版本。